# نظريات المؤامرة المتعلقة بمقتل أسامة بن لادن

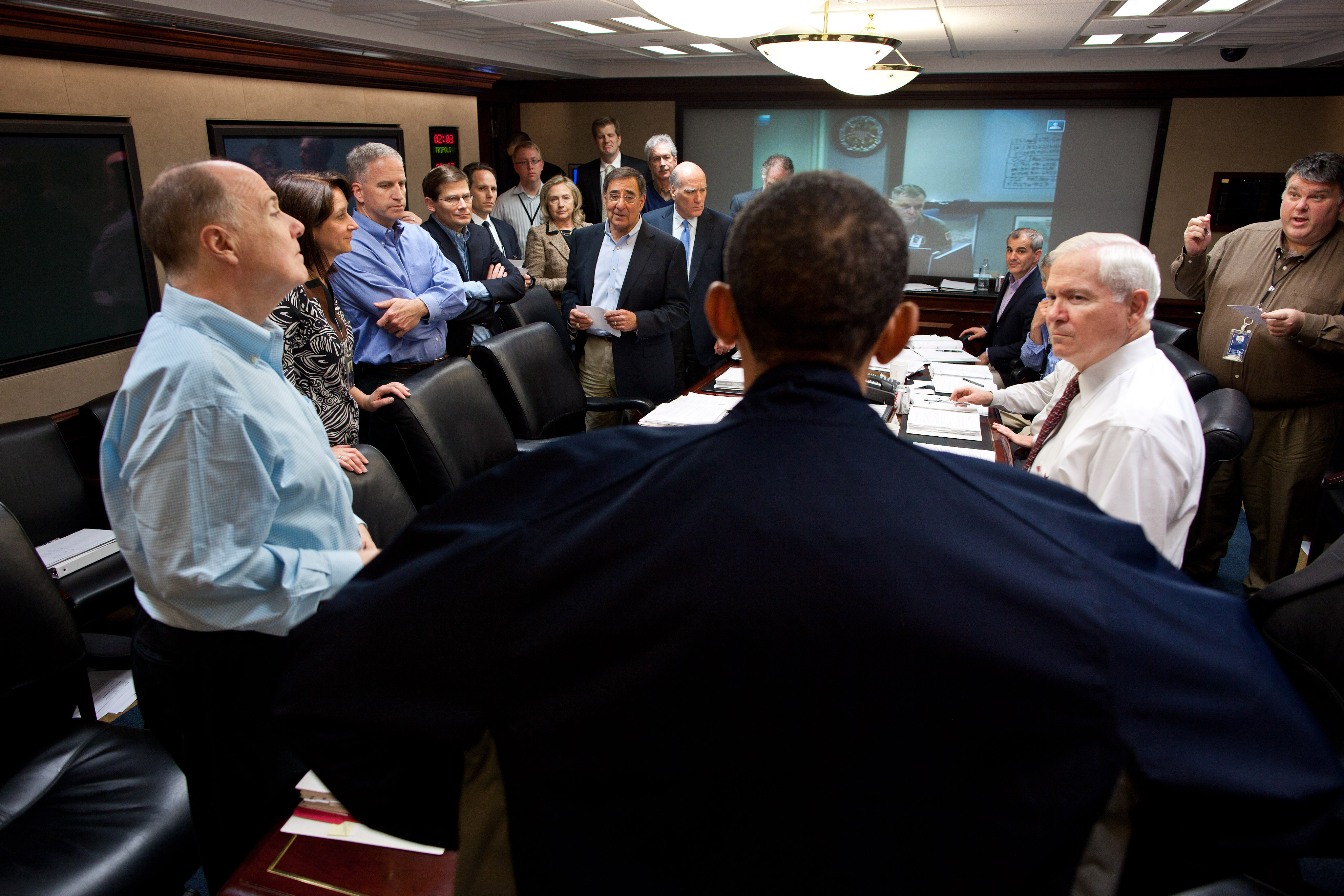
الرئيس أوباما وأعضاء الأمن القومي خلال لقاء حول أسامة بن لادن

أدى مقتل أسامة بن لادن في الثاني من شهر مايو عام 2011 إلى بروز عدد من نظريات المؤامرة والخدع والشائعات. من بين تلك النظريات فكرة مفادها أن أسامة بن لادن مات قبل سنوات، أو ما يزال على قيد الحياة. برزت شكوك عديدة حول مقتل بن لادن، أشعلتها أمور مختلفة: مثل رمي جثته في البحر على يد الجيش الأمريكي، واتخاذ قرار بعدم إصدار أي صور أو أدلة من الحمض النووي للعلن، والشهادات المتناقضة بخصوص الحادثة (كانت الرواية الرسمية للغارة متغيرة أو متناقضة مع الادعاءات والشهادات السابقة)، وانقطاع الكهرباء لـ 25 دقيقة أثناء الغارة على مجمع بن لادن قُطع خلالها البث الحي من الكاميرات المركبة على خوذات عناصر القوات الخاصة الأمريكية.
خلال ساعات، بُثت صورة لجثة بن لادن تفيد بمقتله على التلفاز الباكستاني. وعلى الرغم من أن الصحف البريطانية ووكالة أسوشيتد برس نقلت القصة، لكنها أُزيلت بسرعة عن مواقع الويب بعدما أُعلن على موقع تويتر عن كونها صورة مزيفة.
في الرابع من شهر مايو، أعلنت إدارة الرئيس الأمريكي أوباما أنها لن تنشر أي صورة لجثة بن لادن. ارتأت إدارة أوباما أن الإعلان عن الصور سيبدد الإشاعات التي تدعي أن مقتل بن لادن خدعة، آخذة بعين الاعتبار خطر تحريض تنظيم القاعدة على تنفيذ هجوم جديد، واعتبار البعض أن تلك الصور صادمة أو مزعجة بسبب محتواها الحساس جدًا. مُنحت الكثير من الصور التي تلت الغارة لوكالة رويترز عن طريق مسؤول أمني باكستاني مجهول الهوية، وعلى الرغم من أن الصور تبدو موثوقة، لكنها التُقطت عقب مغادرة القوات الأمريكية، ولا تحتوي أي واحدة منها على دليل يتعلق بمصير بن لادن.
في السادس من شهر مايو، ذكرت تقارير اعترافَ موقع القاعدة بموت بن لادن. في الحادي عشر من شهر مايو، ادعى جيم إنهوف، وهو سيناتور من الحزب الجمهوري وعضو لجنة القوات المسلحة في مجلس الشيوخ الأمريكي، أنه اطلع على صور «وحشية» لجثة بن لادن، وأكد لاحقًا أن تلك الجثة «جثته»، وأضاف، «أصبح الرجل من التاريخ الآن».
في الحادي والعشرين من شهر مايو عام 2015، نشر الصحفي سيمور هيرش تقريرًا يدعي فيه أن باكستان أبقت بن لادن تحت الإقامة الجبرية منذ سنة 2006، وأن الولايات المتحدة عرفت موقع بن لادن عن طريق مسؤول استخبارات باكستاني وليس عبر تعقب ساعٍ خاص، وأن عناصرًا من الجيش الباكستاني ساعدوا الولايات المتحدة في قتل بن لادن. أنكر البيت الأبيض تقرير هيرش.

## غياب الدليل المادي
يعود سبب التشكيك الرئيس برواية الحكومة الأمريكية إلى رفضها تقديم دليل مادي لدعم ادعاءاتها. وُصفت غارة أبوت آباد بشكل دقيق من طرف المسؤولين الأمريكيين، لكن لا وجود لدليل مادي بإمكانه إثبات حقيقة موت بن لادن للعامة والصحفيين والأطراف الثالثة المستقلة التي طلبت معلومات بخصوص هذا الموضوع بناءً على قانون حرية المعلومة. رفعت عدة منظمات مختلفة طلبات بناء على قانون حرية المعلومة، وسعت من خلالها إلى الإعلان، ولو جزئيًا على الأقل، عن الصور والفيديوهات و/أو نتائج اختبار الـ DNA، ومن تلك المنظمات: أسوشيتد برس ورويترز وسي بي إس نيوز ومجموعة جوديشل ووتش وصحيفة بوليتيكو وفوكس نيوز ومنظمة سيتيزنز يونايتد والإذاعة الوطنية العامة NPR. أثناء رفع الطلب، أوضحت وكالة أسوشيتد برس:
المعلومة مهمة في السجل التاريخي. ذلك رأينا.

–مايكل أوريسكس، كبير مدراء التحرير، أسوشيتد برس.
في السادس والعشرين من شهر أبريل عام 2012، أصدر قاضي فيدرالي أمريكي حكمًا في قضية جوديشل ووتش ضد وزارة الدفاع الأمريكية وآخرون، واقتضى الحكم أن وزارة الدفاع ليس مضطرة لإصدار أي دليل للعامة.

## دفن الجثة في البحر
أدى إلقاء الجيش الأمريكي جثة بن لادن في البحر إلى إشعال شكوك حول مقتل بن لادن من الأساس، على الرغم من أن المسؤولين الأمريكيين أوضحوا أن الدفن ضروري لأن الولايات المتحدة لم تستطع التوصل إلى ترتيبات مع أي دولة أخرى لدفن جثة بن لادن خلال 24 ساعة، وفقًا لما يقتضيه الشرع الإسلامي. لم تتبع الولايات المتحدة دومًا التشريع الإسلامي في الماضي. فاحتجزت الولايات المتحدة جثتا عدي وقصي حسين، ابنا صدام حسين، لـ 11 يومًا قبل الكشف عنها من أجل الدفن. بخصوص المثال السابق، ترددت عدة مدن عراقية في دفن ابني صدام حسين.
شكك الإرهابيون وبعض الناجين من أحداث الحادي عشر من سبتمبر وأقارب ضحايا الحادث الأخير بقرار دفن بن لادن في البحر. وصف البروفيسور بيتر رومانويك من كلية جون جاي عملية الدفن في البحر بأنها طريقة لتحاشي المزيد من الأسئلة الإضافية. قال البروفيسور: «من الواضح أنهم سيخضعون لضغوط كي يظهروا الجثة أو يعطوا دليلًا إضافيًا، لكن الدفن في البحر طريقة لإبعاد تلك القضية عن الأضواء». من مزايا الدفن في البحر هي عدم وجود طريقة سهلة للتعرف على موقع الدفن أو الوصول إليه، ما يمنع تحوّل الموقع إلى معلم يجذب الانتباه، أو حتى إلى «مقام إرهابي».

## نظريات المؤامرة

### في باكستان
روّج مسؤولون باكستانيون كبار لنظرية مفادها عدم وقوع مواجهة بالأسلحة النارية، وأن الشخص الذي اختطفته القوات الأمريكية، بصرف النظر عن هويته الحقيقية، أُعدم خارج المجمع ونُقلت جثته بعيدًا على متن مروحية.
في مقابلة لحميد غل، وهو المدير العام السابق لوكالة الاستخبارات الباكستانية، مع قناة سي إن إن، أعلن أن بن لادن مات منذ سنوات عديدة، وأن قصة مقتله الرسمية التي طرحتها وسائل الإعلام الأمريكية مجرد خدعة. وفوق ذلك، يعتقد غل –وفقًا للمقابلة– أن الحكومة الأمريكية علمت بمقتل بن لادن منذ سنوات، فقال: «على الأرجح أنهم علموا وفاة بن لادن منذ بضعة أعوام، لذا انتظروا وأخفوا هذه القصة وبحثوا عن لحظة مناسبة، ولا يمكن لتوقيت الحادثة أن يكون أكثر مثالية، لأن على الرئيس أوباما الدفاع عن منصبه في انتخابات العامل المقبل حينما يترشح للرئاسة والبيت الأبيض، وأعتقد أن ذلك توقيت مناسب للكشف عن تلك القصة ونشرها للعلن».
ذُكر سيناريو آخر في مقالة باللغة الأردية في صحيفة أوصاف اليومية، واقتُبس في تلك المقالة حديث لمصادر عسكرية قالت: «قُتل بن لادن في مكان آخر. لكن بما أن الولايات المتحدة تنوي توسيع رقعة الحرب الأفغانية لتشمل باكستان، واتهام باكستان، والحصول على إذن كي تدخل قواتها البلاد، فنصحت بالتالي بسيناريو الاغتيال».
قال بشير قُريشي، والذي يعيش قرب المجمع الذي قُتل فيه بن لادن وفُجر زجاجه أثناء الغارة: «لا أحد يصدق تلك القصة. لم نشاهد أي عربي هنا، لم يكن بن لادن هنا».

## روابط خارجية
- Bin Laden Is Dead: The Reaction – slideshow by لايف (مجلة)